# Comunità ebraica di Modena

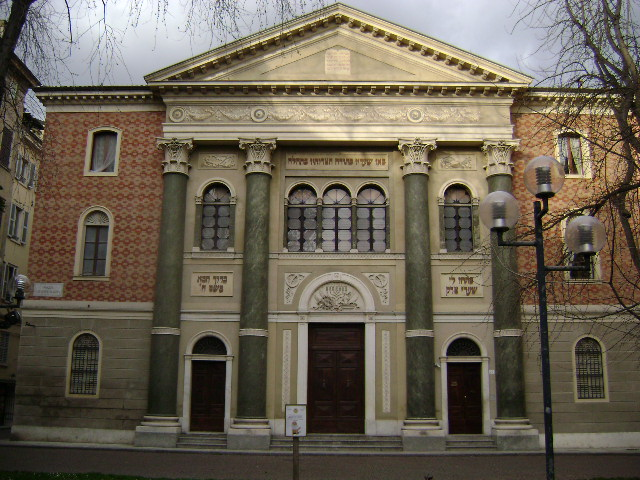
Tempio israelitico di Modena

La comunità ebraica di Modena è una delle 21 comunità ebraiche italiane riunite nell'UCEI.

## Storia

### Dal Medioevo al Risorgimento
La presenza ebraica a Modena è attestata fin dal XIV secolo.
Dagli atti notarili risulta che il 26 gennaio 1368 due cittadini modenesi vendettero all'ebreo Leone del fu Sabbatuccio da Monestanto, residente a Modena, un orto destinato a cimitero per un ebreo di nome Mosè, i suoi eredi e la sua familia. Un decreto del marchese Niccolò II d'Este del 15 novembre 1366 concedeva infatti a Mosè la facoltà di vendere o di acquistare o di adibire un terreno a cimitero, e da ciò si deduce l'esistenza di un nucleo ebraico a Modena alla fine del XIV secolo.
La presenza ebraica a Modena crebbe notevolmente nel corso del Quattrocento, in quanto si trovano più di 500 documenti sugli ebrei modenesi tra gli atti notarili. Gli ebrei si installarono a Modena per esercitare le concessioni per il prestito di denaro, sia a fronte di pegno sia a fronte di obbligazione scritta, aperto al pubblico, a norma delle condotte ottenute dagli Estensi. La prima di queste licenze a carattere locale fu concessa dal 1º gennaio 1393 dal marchese Alberto V d'Este a Guglielmo del fu Musetto da Fermo che abitava a Modena, Salomone di Mattasia da Perugia che abitava a Bologna, gli eredi del fu Musetto de Leuciis di Perugia che abitavano a Bologna, gli eredi del fu Salomone di Elia che abitavano a Rimini, banchieri che volevano creare nuove piazze onde esercitare il commercio del denaro.
Nel 1451 Borso d'Este, che si avvaleva spesso del danaro prestatogli dagli Ebrei, ottenne dal papa Niccolò V una bolla che autorizzava gli Ebrei a risiedere nei suoi Stati.

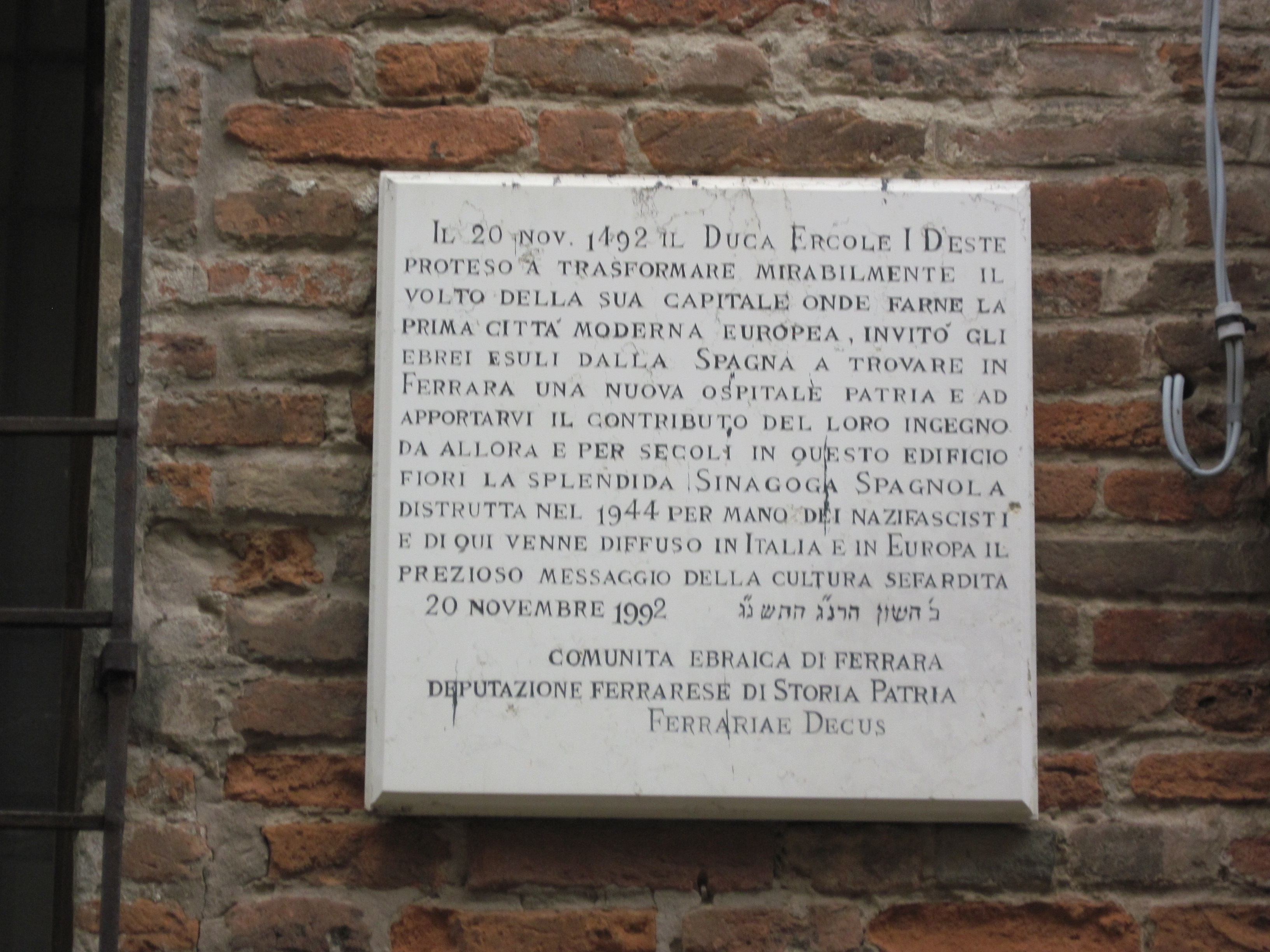
Lapide marmorea a ricordo dell'accoglienza degli ebrei sefarditi da parte del Duca di Modena e Ferrara

Nel 1492 il duca Ercole I d'Este offrì asilo nei propri Stati agli ebrei sefarditi espulsi dalla Spagna, in provenienza da Genova, nel 1548 si stabilì a Modena una colonia di ebrei provenienti dal Portogallo.
Il numero degli ebrei aumentò con lo spostamento della capitale degli Estensi da Ferrara a Modena in seguito alla devoluzione del Ducato di Ferrara allo Stato Pontificio. Molti ebrei di Ferrara seguirono Cesare d'Este a Modena nel 1598, portando il numero degli Ebrei a Modena a 5.000 unità.
Alcuni ebrei di origine tedesca (aschenaziti) arrivarono a Modena da Finale Emilia, principale porto degli Estensi sul Po. Donato Donati di Finale Emilia, in un periodo di carestia, fu autorizzato con una grida del 15 luglio 1621 dal duca Cesare d'Este a introdurre negli Stati Estensi la semina del grano saraceno, più resistente alla siccità.

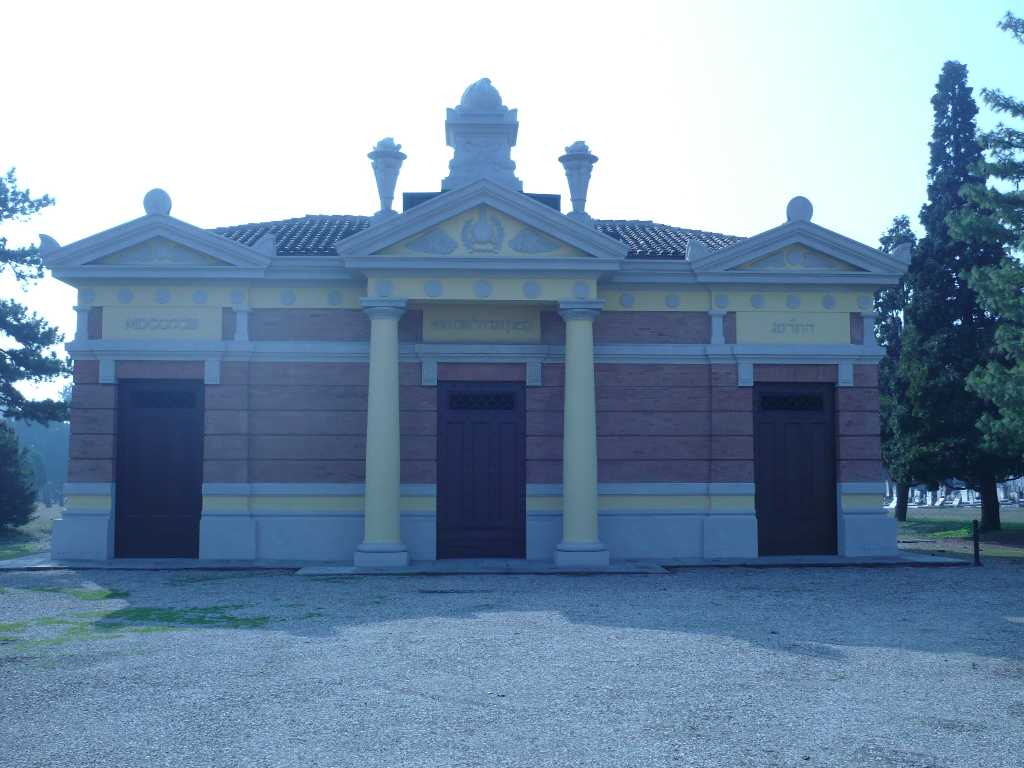
Cimitero ebraico di Modena a San Cataldo, 1903

Nel 1631 gli Ebrei furono autorizzati ad acquistare un terreno tra la via Pelusia e la via Emilia per costruirvi il loro cimitero, sostituendo il precedente Orto degli Ebrei che si estendeva tra il lato orientale di piazzale Boschetti e il viale Caduti di Guerra. Il cimitero di via Pelusia, allargato nel 1808 e nel 1872, fu utilizzato fino al 1903, quando fu sostituito da un'area nel cimitero di San Cataldo, e fu eliminato nel 1947, trasportando le lapidi nel nuovo cimitero.
Nel 1638 gli ebrei furono obbligati ad abitare nel ghetto dal duca Francesco I d'Este, e già nel 1617 i conservatori della città avevano formulato una richiesta in tal senso.
Il ghetto era delimitato dalla via Emilia e dalle attuali vie Blasia , Coltellini e Fonteraso; comprendeva il sedime dell'attuale piazza Mazzini, ottenuta dalla demolizione nel 1904-1905 di una parte del ghetto. Allo sbocco delle due vie interne con la via Emilia vennero apposti due portoni che chiudevano il ghetto dal tramonto all'alba, isolandolo dal resto della città.
Le case, a causa della ristrettezza degli spazi, erano di cinque-sei piani. Le strette vie erano in prevalenza con portici su cui si aprivano piccole botteghe e magazzini per lo più di "strazzaroli" in teoria trattanti solo stracci, ma in realtà spesso ben forniti.
Gli ebrei di Modena e degli altri territori del ducato, grazie alle proprie capacità imprenditoriali e ai legami familiari e commerciali che tenevano nelle altre province italiane come in Oriente e Occidente tuttavia mantennero o crearono manifatture e botteghe per la produzione di sete, argenti e diamanti, che offrivano lavoro a numerosi cittadini. Nel 1700 famiglie mercantili come i Sanguinetti, i Sacerdoti, i Norsa e gli Usiglio possedevano tutti i filatoi ad acqua della città; nei calendari di corte del 1770 Laudadio Formiggini e Moisè Beniamino Foà (1729-1821) sono elencati rispettivamente come gioielliere e bibliotecario ducali.
Un elevato numero di semplici lavoratori, rigattieri, merciai e piccoli rivenditori ogni mattina varcavano i portoni del ghetto e si recavano ad esporre le loro merci nei mercati di Piazzetta Torre e Piazza Grande. Nel 1772 i rigattieri ebrei nella piazzetta Torre erano quattordici.
Nel 1771 il duca Francesco III d'Este, nel "Codice di leggi e costituzioni per gli Stati estensi", superando le eccezioni individuali, consentì a tutti gli ebrei "l'esercizio di tutte le arti", pur conservando la residenza nel ghetto: le finestre dovevano continuare ad essere munite d'inferriata e alte da terra “da sette a otto braccia”, le chiavi dei portoni chiusi di notte dovevano essere tenute da custodi cristiani.
Nel 1775 la popolazione del ghetto era di 1221 persone, circa il 30% riceveva sussidi per la loro povertà. Il duca acconsentì in quell'anno che gli ebrei frequentassero le scuole pubbliche della riformata università degli studi di Modena.
Il 6 ottobre del 1796 arrivarono a Modena i Francesi e il governo estense fu sostituito da un governo provvisorio, la "Municipalità", che diede agli ebrei le libertà civili e la possibilità di far parte della Guardia civica. Le famiglie ebraiche, guidate da uomini come Salomone e Mosè Formiggini, Moisè Sanguinetti, Emanuele Sacerdoti parteciparono alla vita della società civile e si batterono per il nuovo governo modenese e la Repubblica Cisalpina, svolgendo importanti incarichi politici.
Nel 1807 il rabbino di Modena Laudadio Sacerdoti rispose ai quesiti sottoposti da Napoleone a notabili e rabbini ebrei convocati a Parigi ad un sinedrio, che doveva decidere sulle leggi da applicare agli ebrei. Essendo troppo anziano per recarsi al Sinedrio, vi parteciparono invece il rabbino Bonaventura Modena e i notabili Moisè Formiggini e Beniamino Usiglio.
Con la caduta di Napoleone ed il ritorno degli Estensi, Francesco IV d'Este ripristinò il ghetto e impedì agli ebrei di far parte dei Consigli comunali. Alcuni ebrei (Israel Latis, Benedetto Sanguinetti e Fortunato Urbini) parteciparono ai moti risorgimentali, in particolare Benedetto Sanguinetti e Angelo Usiglio sacrificarono la vita nei moti insurrezionali rispettivamente nel 1821 e nella congiura di Ciro Menotti nel 1831.
Il dittatore Biagio Nardi nel 1831 ridiede i diritti civili agli ebrei ed il diritto di possedere beni stabili anche fuori dal ghetto, ma le leggi precedenti furono ripristinate con il ritorno di Francesco IV il 9 marzo 1831. Nel 1841 c'erano nel ghetto ben nove sinagoghe o scuole di vari riti.
Nella rivoluzione del 1848 gli ebrei furono di nuovo considerati uguali agli altri ma nel 1851 il duca Francesco V d'Este ripristinò il Codice del 1771 e esentò gli ebrei dal servizio di leva, costringendoli a versare una tassa per ogni giovane in età di leva.

### Dall'emancipazione ad oggi
Nel 1859, proclamata la libertà, il municipio abolì immediatamente tutte le leggi eccezionali riguardanti gli ebrei e Luigi Carlo Farini, governatore delle Province modenesi, fece pubblicare la legge sarda del 19 giugno 1848 che dava pieni diritti civili ai cittadini non cattolici.
Gli ebrei, che contavano mille persone, poterono uscire dal ghetto e entrare nelle professioni liberali, entrare e lavorare nelle scuole e amministrazioni pubbliche, nell'esercito e nelle istituzioni culturali e sociali di Modena. Furono gli anni della cosiddetta "età dell'emancipazione", in cui le famiglie ebraiche modenesi conciliarono l'assoluta fedeltà alla nazione italiana ed il mantenimento della propria identità religiosa, la partecipazione alla società civile e il diritto alla diversità di culto.
Alcuni giovani ebrei parteciparono alla terza guerra di indipendenza nel Corpo Volontari Italiani, comandato da Giuseppe Garibaldi. Tra questi Arnoldo Formiggini e Angelo Donati combatterono a Bezzecca all'età di 18 anni.

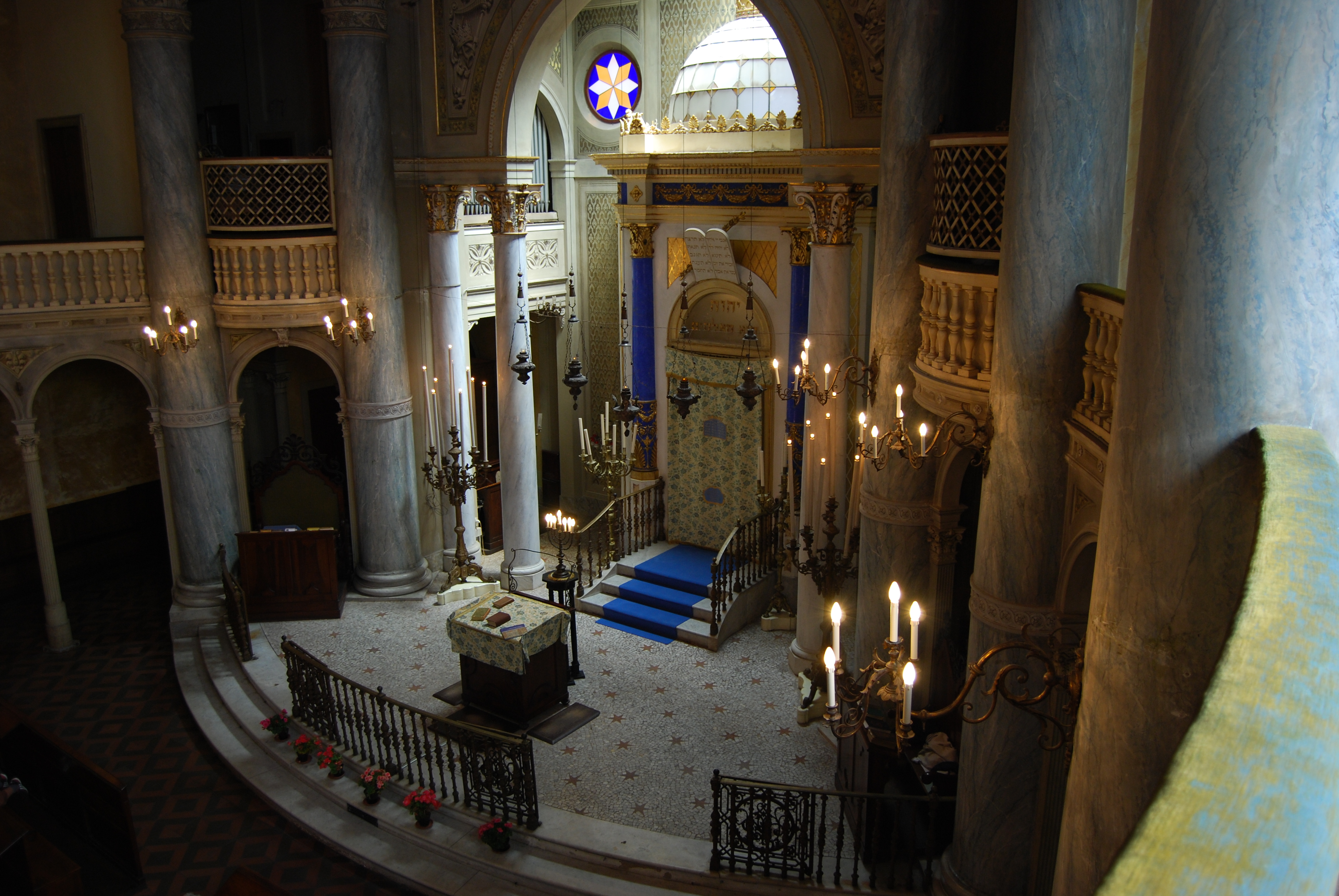
Interno del Tempio israelitico di Modena

Tra il 1869 ed il 1873 fu costruita la nuova sinagoga di Modena, deliberata dalla commissione israelitica sin dal 1861 e progettata dall'ingegnere Ludovico Maglietta (1829-1890).
Nel 1893 il consiglio comunale approvò un progetto di risanamento edilizio della città che prevedeva, tra l'altro, lo sventramento dell'isolato compreso tra via Blasia e via Coltellini, una parte dell'area dell'antico ghetto considerata una delle “plaghe antigieniche” della città.
L'abbattimento fu realizzato nel 1903, creando l'attuale piazza Mazzini; fu abbattuto anche il portico di via Coltellini e le facciate delle case affacciate sulla piazza furono restaurate ed abbellite. Sessanta famiglie furono sfrattate e dovettero trasferirsi in altre zone. Furono abbattute e chiuse sinagoghe, sedi di confraternite e la scuola Sanguinetti, centro di studio e preghiera egli ebrei fin dal Cinquecento.
Nel 1894 il rabbino Giuseppe Cammeo citò nel suo discorso inaugurale nel tempio israelitico i nomi di molti rabbini e maestri di culto modenesi: Nataniele Trabotti, Abramo Graziano, Leon da Modena, Lipsis, Laudadio Sacerdoti, Bonaventura Modena, Castelbolognesi, David Zechut Modena, Sansone Teglio, Abramo e Mosè Sinigaglia, Moisè Ehenreich, Salomone Jona.
Nel 1901 venne pubblicata a Modena la rivista mensile L'Idea sionista (sottotitolo Rivista mensile del movimento sionista, fondata da Carlo Conigliani, docente di scienza delle finanze presso l'università modenese. Sotto la sua presidenza nell'ottobre del 1901 ebbe luogo a Modena il secondo convegno del sionismo italiano.
Durante la prima guerra mondiale e fino al 1938 le famiglie ebraiche modenesi dei Donati, Levi, Crema, Nacmani, Namias, Modena, Formiggini, Friedman, Usiglio, Teglio, Sacerdoti ed altre diedero la loro piena adesione ai valori del Regno d'Italia e gli ebrei modenesi influenzarono profondamente la cultura e la società di Modena.
Nello stesso periodo molti ebrei si trasferirono in città più grandi come Milano, attratti dalle possibilità di lavoro.
Nel 1927 morì a Bruxelles Pio Donati, avvocato e iscritto al Partito Socialista Italiano e poi al Partito Socialista Unitario. Era stato deputato al Parlamento dal dicembre del 1919 al dicembre del 1923, opponendosi energicamente al fascismo ed aveva dovuto abbandonare Modena per sfuggire alle persecuzioni, trasferendosi prima a Milano e poi a Bruxelles. Le violenze subite ne provocarono la malattia e la morte.
Una sessantina di ebrei era iscritta al Partito Nazionale Fascista, quattro ebrei avevano partecipato alla marcia su Roma, tra i martiri fascisti era compreso Duillio Sinigaglia, ucciso a Modena dalle guardie regie il 26 settembre 1921 assieme ad altri sei fascisti.
Con le leggi razziali fasciste del 1938 i 267 ebrei censiti in città furono discriminati nel campo della scuola, dei matrimoni, delle proprietà, delle professioni. Furono esclusi dalle scuole, dall'insegnamento, dall'esercito, dalle amministrazioni e dalle cariche pubbliche.
L'episodio più significativo di protesta per la persecuzione fu il suicidio dell'editore Angelo Fortunato Formiggini che si gettò dalla Ghirlandina dopo essere stato costretto a liquidare la sua casa editrice.
Altri ebrei dovettero lasciare l'Italia per emigrare in Argentina tra cui la famiglia del giornalista Arrigo Levi.
Nel 1942, grazie all'avvocato Gino Friedmann, poterono trovare rifugio a Villa Emma a Nonantola 73 ragazzi e bambini ebrei in fuga dalla Jugoslavia occupata dai nazisti. Nella villa fu allestito una specie di collegio. Dopo l'8 settembre 1943 i ragazzi dovettero essere nascosti per non essere deportati dai tedeschi presso abitazioni di Nonantola e nell'Istituto salesiano San Giuseppe. Da lì fu organizzata la loro fuga in piccoli gruppi verso la Svizzera, dove tutti si poterono salvare nell'ottobre del 1943 traversando il fiume Tresa tranne un ragazzo di Sarajevo, ricoverato in un sanatorio sull'appennino modenese e deportato ad Auschwitz.
Con l'arrivo dei tedeschi molti ebrei di Modena dovettero nascondersi fuori città o fuggire in Svizzera. Nella sola famiglia Donati ventidue persone si rifugiarono in Svizzera. I rimasti ricevettero l'aiuto concreto di molte persone (parroci, militanti antifascisti, semplici cittadini, ma anche pubblici funzionari come il capo di gabinetto della questura) e alla fine il numero di modenesi deportati nei campi di sterminio risultò solo di tredici persone, sorprese per lo più in altre province.
Il 4 maggio del 1945 venne riaperto il tempio, che era stato sigillato nel 1944 ma non depredato. Gli ebrei si erano ridotti per le persecuzioni da 474 persone nel 1931 a 185 nel 1945. Molti ebrei fuggiti in Svizzera non fecero più ritorno a Modena dopo la fine della guerra.
Gli iscritti alla comunità di Modena sono attualmente una sessantina.

## Archivio storico e biblioteca della comunità ebraica di Modena
L'archivio storico della comunità ebraica di Modena conserva documenti che vanno dalla creazione del ghetto ad oggi, ma anche carte del XVI secolo. Ne è stata prevista l'apertura al pubblico nel 2009 al piano terra della sinagoga di Modena.
L'archivio conserva soprattutto documenti di carattere amministrativo, anche se non mancano atti "anagrafici", scolastici e medici, in buono stato di conservazione. Nel corso dei secoli, infatti, i materiali non hanno subito danni o dispersioni e sono stati conservati in spazi adiacenti alla sinagoga, da quando questa venne edificata.
Con vari riordini sono stati riuniti i fondi aggregati riguardanti le opere pie amministrate dalla comunità, tra le quali quelle che si occupavano della formazione dei giovani (Asilo infantile israelitico, Pio istituto israelitico d'istruzione, Legato di Vittorio Castelfranco) e quelle che provvedevano all'assistenza ai bisognosi (Compagnia israelitica di misericordia Donne Sohed Kolim, Compagnia misericordia uomini, Compagnia Malbisc Arumim, Compagnia Asmored Aboker, Legato Flaminio Nacmani, tutte esistenti al 1941, e il Comitato israelitico di beneficenza).
Tra gli aggregati è inoltre presente il carteggio dell'Associazione sionistica Conigliani, i fascicoli del fondo Friedmann relativi soprattutto al secondo dopoguerra, e il materiale relativo alla gestione amministrativa di Villa Emma.
L'archivio della comunità ebraica di Modena è inoltre fonte privilegiata per i suoi rapporti con le comunità minori dell'area estense. Oltre a quella di Carpi, di cui conserva l'intero archivio, quelle di Finale Emilia e di Reggio Emilia. Notevole la serie delle “possidenze ebraiche”, risalente al XIX secolo, utile a ricostruire gli interessi fondiari degli appartenenti alle comunità di Modena e Reggio Emilia nei centri minori e nel contado.
La Biblioteca, costituita da circa 2.500 fra volumi e riviste (quasi tutti in italiano, tranne una piccola parte in francese, inglese ed ebraico) e comprendente due edizioni del Cinquecento e diversi volumi del Settecento e dell'Ottocento, costituisce memoria della vita religiosa, degli interessi culturali e dei percorsi formativi della comunità modenese nel XIX e XX secolo. È in corso la sua catalogazione nella base dati bibliografica del Polo provinciale modenese del Servizio bibliotecario nazionale.